# Список астероїдів (85101—85200)
| Назва                                      | Тимчасове позначення | Дата відкриття    | Місце відкриття                 | Відкривач                                              |
| ------------------------------------------ | -------------------- | ----------------- | ------------------------------- | ------------------------------------------------------ |
| (85101) 2192 T-3                           | 2192 T-3             | 16 жовтня 1977    | Паломарська обсерваторія        | К. Й. ван Гаутен, І. ван Гаутен-Ґроневельд, Т. Герельс |
| (85102) 2211 T-3                           | 2211 T-3             | 16 жовтня 1977    | Паломарська обсерваторія        | К. Й. ван Гаутен, І. ван Гаутен-Ґроневельд, Т. Герельс |
| (85103) 2412 T-3                           | 2412 T-3             | 16 жовтня 1977    | Паломарська обсерваторія        | К. Й. ван Гаутен, І. ван Гаутен-Ґроневельд, Т. Герельс |
| (85104) 2415 T-3                           | 2415 T-3             | 16 жовтня 1977    | Паломарська обсерваторія        | К. Й. ван Гаутен, І. ван Гаутен-Ґроневельд, Т. Герельс |
| (85105) 2433 T-3                           | 2433 T-3             | 16 жовтня 1977    | Паломарська обсерваторія        | К. Й. ван Гаутен, І. ван Гаутен-Ґроневельд, Т. Герельс |
| (85106) 3038 T-3                           | 3038 T-3             | 16 жовтня 1977    | Паломарська обсерваторія        | К. Й. ван Гаутен, І. ван Гаутен-Ґроневельд, Т. Герельс |
| (85107) 3144 T-3                           | 3144 T-3             | 16 жовтня 1977    | Паломарська обсерваторія        | К. Й. ван Гаутен, І. ван Гаутен-Ґроневельд, Т. Герельс |
| (85108) 3475 T-3                           | 3475 T-3             | 16 жовтня 1977    | Паломарська обсерваторія        | К. Й. ван Гаутен, І. ван Гаутен-Ґроневельд, Т. Герельс |
| (85109) 3892 T-3                           | 3892 T-3             | 16 жовтня 1977    | Паломарська обсерваторія        | К. Й. ван Гаутен, І. ван Гаутен-Ґроневельд, Т. Герельс |
| (85110) 4043 T-3                           | 4043 T-3             | 16 жовтня 1977    | Паломарська обсерваторія        | К. Й. ван Гаутен, І. ван Гаутен-Ґроневельд, Т. Герельс |
| (85111) 4051 T-3                           | 4051 T-3             | 16 жовтня 1977    | Паломарська обсерваторія        | К. Й. ван Гаутен, І. ван Гаутен-Ґроневельд, Т. Герельс |
| (85112) 4060 T-3                           | 4060 T-3             | 16 жовтня 1977    | Паломарська обсерваторія        | К. Й. ван Гаутен, І. ван Гаутен-Ґроневельд, Т. Герельс |
| (85113) 4116 T-3                           | 4116 T-3             | 16 жовтня 1977    | Паломарська обсерваторія        | К. Й. ван Гаутен, І. ван Гаутен-Ґроневельд, Т. Герельс |
| (85114) 4285 T-3                           | 4285 T-3             | 16 жовтня 1977    | Паломарська обсерваторія        | К. Й. ван Гаутен, І. ван Гаутен-Ґроневельд, Т. Герельс |
| (85115) 4329 T-3                           | 4329 T-3             | 16 жовтня 1977    | Паломарська обсерваторія        | К. Й. ван Гаутен, І. ван Гаутен-Ґроневельд, Т. Герельс |
| (85116) 4342 T-3                           | 4342 T-3             | 16 жовтня 1977    | Паломарська обсерваторія        | К. Й. ван Гаутен, І. ван Гаутен-Ґроневельд, Т. Герельс |
| (85117) 5135 T-3                           | 5135 T-3             | 16 жовтня 1977    | Паломарська обсерваторія        | К. Й. ван Гаутен, І. ван Гаутен-Ґроневельд, Т. Герельс |
| (85118) 1971 UU                            | 1971 UU              | 26 жовтня 1971    | Гамбурзька обсерваторія         | Любош Когоутек                                         |
| 85119 Hannieschaft                         | 1972 RD              | 15 вересня 1972   | Паломарська обсерваторія        | Т. Герельс                                             |
| (85120) 1975 SP1                           | 1975 SP1             | 30 вересня 1975   | Паломарська обсерваторія        | Ш. Дж. Бас                                             |
| 85121 Лохде (Loehde)                       | 1976 KF3             | 27 травня 1976    | Обсерваторія Сайдинг-Спрінг     | Ендрю Лов                                              |
| (85122) 1978 UZ5                           | 1978 UZ5             | 27 жовтня 1978    | Паломарська обсерваторія        | Мішель Олмстід                                         |
| (85123) 1978 VC8                           | 1978 VC8             | 7 листопада 1978  | Паломарська обсерваторія        | Е. Гелін, Ш. Дж. Бас                                   |
| (85124) 1978 VF8                           | 1978 VF8             | 7 листопада 1978  | Паломарська обсерваторія        | Е. Гелін, Ш. Дж. Бас                                   |
| (85125) 1978 VU8                           | 1978 VU8             | 7 листопада 1978  | Паломарська обсерваторія        | Е. Гелін, Ш. Дж. Бас                                   |
| (85126) 1978 VO10                          | 1978 VO10            | 7 листопада 1978  | Паломарська обсерваторія        | Е. Гелін, Ш. Дж. Бас                                   |
| (85127) 1978 VJ11                          | 1978 VJ11            | 7 листопада 1978  | Паломарська обсерваторія        | Е. Гелін, Ш. Дж. Бас                                   |
| (85128) 1979 HA                            | 1979 HA              | 21 квітня 1979    | Паломарська обсерваторія        | Девід Зелінскі                                         |
| (85129) 1979 MC5                           | 1979 MC5             | 25 червня 1979    | Обсерваторія Сайдинг-Спрінг     | Е. Гелін, Ш. Дж. Бас                                   |
| (85130) 1979 MH5                           | 1979 MH5             | 25 червня 1979    | Обсерваторія Сайдинг-Спрінг     | Е. Гелін, Ш. Дж. Бас                                   |
| (85131) 1979 MT6                           | 1979 MT6             | 25 червня 1979    | Обсерваторія Сайдинг-Спрінг     | Е. Гелін, Ш. Дж. Бас                                   |
| (85132) 1979 MR7                           | 1979 MR7             | 25 червня 1979    | Обсерваторія Сайдинг-Спрінг     | Е. Гелін, Ш. Дж. Бас                                   |
| (85133) 1979 MX7                           | 1979 MX7             | 25 червня 1979    | Обсерваторія Сайдинг-Спрінг     | Е. Гелін, Ш. Дж. Бас                                   |
| (85134) 1979 MH8                           | 1979 MH8             | 25 червня 1979    | Обсерваторія Сайдинг-Спрінг     | Е. Гелін, Ш. Дж. Бас                                   |
| (85135) 1979 QN1                           | 1979 QN1             | 22 серпня 1979    | Обсерваторія Ла-Сілья           | Клаес-Інґвар Лаґерквіст                                |
| (85136) 1979 QX2                           | 1979 QX2             | 22 серпня 1979    | Обсерваторія Ла-Сілья           | Клаес-Інґвар Лаґерквіст                                |
| (85137) 1981 DS3                           | 1981 DS3             | 28 лютого 1981    | Обсерваторія Сайдинг-Спрінг     | Ш. Дж. Бас                                             |
| (85138) 1981 ED7                           | 1981 ED7             | 6 березня 1981    | Обсерваторія Сайдинг-Спрінг     | Ш. Дж. Бас                                             |
| (85139) 1981 EN9                           | 1981 EN9             | 1 березня 1981    | Обсерваторія Сайдинг-Спрінг     | Ш. Дж. Бас                                             |
| (85140) 1981 ES19                          | 1981 ES19            | 2 березня 1981    | Обсерваторія Сайдинг-Спрінг     | Ш. Дж. Бас                                             |
| (85141) 1981 EM28                          | 1981 EM28            | 6 березня 1981    | Обсерваторія Сайдинг-Спрінг     | Ш. Дж. Бас                                             |
| (85142) 1981 EO29                          | 1981 EO29            | 1 березня 1981    | Обсерваторія Сайдинг-Спрінг     | Ш. Дж. Бас                                             |
| (85143) 1981 EE30                          | 1981 EE30            | 2 березня 1981    | Обсерваторія Сайдинг-Спрінг     | Ш. Дж. Бас                                             |
| (85144) 1981 EU30                          | 1981 EU30            | 2 березня 1981    | Обсерваторія Сайдинг-Спрінг     | Ш. Дж. Бас                                             |
| (85145) 1981 ED33                          | 1981 ED33            | 1 березня 1981    | Обсерваторія Сайдинг-Спрінг     | Ш. Дж. Бас                                             |
| (85146) 1981 EF33                          | 1981 EF33            | 1 березня 1981    | Обсерваторія Сайдинг-Спрінг     | Ш. Дж. Бас                                             |
| (85147) 1981 EV38                          | 1981 EV38            | 1 березня 1981    | Обсерваторія Сайдинг-Спрінг     | Ш. Дж. Бас                                             |
| (85148) 1981 EH39                          | 1981 EH39            | 2 березня 1981    | Обсерваторія Сайдинг-Спрінг     | Ш. Дж. Бас                                             |
| (85149) 1981 EU43                          | 1981 EU43            | 6 березня 1981    | Обсерваторія Сайдинг-Спрінг     | Ш. Дж. Бас                                             |
| (85150) 1981 EO46                          | 1981 EO46            | 2 березня 1981    | Обсерваторія Сайдинг-Спрінг     | Ш. Дж. Бас                                             |
| (85151) 1983 QT                            | 1983 QT              | 30 серпня 1983    | Паломарська обсерваторія        | Джеймс Ґібсон                                          |
| (85152) 1985 QL3                           | 1985 QL3             | 16 серпня 1985    | Паломарська обсерваторія        | Е. Гелін                                               |
| (85153) 1985 TA                            | 1985 TA              | 12 жовтня 1985    | Обсерваторія Кітт-Пік           | Spacewatch                                             |
| (85154) 1986 TS4                           | 1986 TS4             | 11 жовтня 1986    | Обсерваторія Брорфельде         | Поуль Єнсен                                            |
| (85155) 1986 VH7                           | 1986 VH7             | 7 листопада 1986  | Обсерваторія Клеть              | Антонін Мркос                                          |
| (85156) 1987 RN1                           | 1987 RN1             | 13 вересня 1987   | Обсерваторія Ла-Сілья           | Анрі Дебеонь                                           |
| (85157) 1987 SP5                           | 1987 SP5             | 30 вересня 1987   | Обсерваторія Брорфельде         | Поуль Єнсен                                            |
| (85158) 1987 UT1                           | 1987 UT1             | 17 жовтня 1987    | Паломарська обсерваторія        | Керолін Шумейкер                                       |
| (85159) 1988 DL                            | 1988 DL              | 22 лютого 1988    | Обсерваторія Сайдинг-Спрінг     | Роберт МакНот                                          |
| (85160) 1988 RW12                          | 1988 RW12            | 14 вересня 1988   | Обсерваторія Серро Тололо       | Ш. Дж. Бас                                             |
| (85161) 1988 SA2                           | 1988 SA2             | 16 вересня 1988   | Обсерваторія Серро Тололо       | Ш. Дж. Бас                                             |
| (85162) 1988 SL2                           | 1988 SL2             | 16 вересня 1988   | Обсерваторія Серро Тололо       | Ш. Дж. Бас                                             |
| (85163) 1988 SQ2                           | 1988 SQ2             | 16 вересня 1988   | Обсерваторія Серро Тололо       | Ш. Дж. Бас                                             |
| (85164) 1988 TG2                           | 1988 TG2             | 3 жовтня 1988     | Обсерваторія Клеть              | Антонін Мркос                                          |
| (85165) 1988 TV2                           | 1988 TV2             | 7 жовтня 1988     | Паломарська обсерваторія        | Керолін Шумейкер                                       |
| (85166) 1989 OC                            | 1989 OC              | 21 липня 1989     | Обсерваторія Сайдинг-Спрінг     | Роберт МакНот                                          |
| (85167) 1989 RS2                           | 1989 RS2             | 7 вересня 1989    | Обсерваторія Клеть              | Антонін Мркос                                          |
| 85168 Альбертасентенарі (Albertacentenary) | 1989 RC6             | 2 вересня 1989    | Паломарська обсерваторія        | Ендрю Лов                                              |
| (85169) 1989 SN2                           | 1989 SN2             | 26 вересня 1989   | Обсерваторія Ла-Сілья           | Ерік Вальтер Ельст                                     |
| (85170) 1989 TZ3                           | 1989 TZ3             | 7 жовтня 1989     | Обсерваторія Ла-Сілья           | Ерік Вальтер Ельст                                     |
| (85171) 1989 TZ6                           | 1989 TZ6             | 7 жовтня 1989     | Обсерваторія Ла-Сілья           | Ерік Вальтер Ельст                                     |
| (85172) 1990 QU6                           | 1990 QU6             | 20 серпня 1990    | Обсерваторія Ла-Сілья           | Ерік Вальтер Ельст                                     |
| (85173) 1990 QV6                           | 1990 QV6             | 20 серпня 1990    | Обсерваторія Ла-Сілья           | Ерік Вальтер Ельст                                     |
| (85174) 1990 QN8                           | 1990 QN8             | 16 серпня 1990    | Обсерваторія Ла-Сілья           | Ерік Вальтер Ельст                                     |
| (85175) 1990 RS                            | 1990 RS              | 13 вересня 1990   | Паломарська обсерваторія        | Мішель Олмстід                                         |
| (85176) 1990 RP2                           | 1990 RP2             | 15 вересня 1990   | Паломарська обсерваторія        | Генрі Гольт                                            |
| (85177) 1990 SE3                           | 1990 SE3             | 18 вересня 1990   | Паломарська обсерваторія        | Генрі Гольт                                            |
| (85178) 1990 TQ                            | 1990 TQ              | 10 жовтня 1990    | Обсерваторія Кітамі             | Кін Ендате, Кадзуро Ватанабе                           |
| 85179 Майстерекгарт (Meistereckhart)       | 1990 TS11            | 11 жовтня 1990    | Обсерваторія Карла Шварцшильда  | Ф. Бернґен, Лутц Шмадель                               |
| (85180) 1990 UW5                           | 1990 UW5             | 26 жовтня 1990    | Обсерваторія Ніхондайра         | Такеші Урата                                           |
| (85181) 1990 VF6                           | 1990 VF6             | 15 листопада 1990 | Обсерваторія Ла-Сілья           | Ерік Вальтер Ельст                                     |
| (85182) 1991 AQ                            | 1991 AQ              | 14 січня 1991     | Паломарська обсерваторія        | Е. Гелін                                               |
| (85183) 1991 BE1                           | 1991 BE1             | 18 січня 1991     | Обсерваторія Верхнього Провансу | Ерік Вальтер Ельст                                     |
| (85184) 1991 JG1                           | 1991 JG1             | 9 травня 1991     | Паломарська обсерваторія        | Е. Гелін                                               |
| 85185 Lederman                             | 1991 LM3             | 6 червня 1991     | Обсерваторія Ла-Сілья           | Ерік Вальтер Ельст                                     |
| (85186) 1991 PR2                           | 1991 PR2             | 2 серпня 1991     | Обсерваторія Ла-Сілья           | Ерік Вальтер Ельст                                     |
| (85187) 1991 PC12                          | 1991 PC12            | 7 серпня 1991     | Паломарська обсерваторія        | Генрі Гольт                                            |
| (85188) 1991 PK12                          | 1991 PK12            | 7 серпня 1991     | Паломарська обсерваторія        | Генрі Гольт                                            |
| (85189) 1991 RL2                           | 1991 RL2             | 4 вересня 1991    | Паломарська обсерваторія        | Е. Гелін                                               |
| (85190) 1991 RR3                           | 1991 RR3             | 12 вересня 1991   | Обсерваторія Карла Шварцшильда  | Ф. Бернґен, Лутц Шмадель                               |
| (85191) 1991 RP4                           | 1991 RP4             | 7 вересня 1991    | Обсерваторія Кушіро             | Сейджі Уеда, Хіроші Канеда                             |
| (85192) 1991 RS11                          | 1991 RS11            | 4 вересня 1991    | Обсерваторія Ла-Сілья           | Ерік Вальтер Ельст                                     |
| (85193) 1991 RD19                          | 1991 RD19            | 14 вересня 1991   | Паломарська обсерваторія        | Генрі Гольт                                            |
| (85194) 1991 TL2                           | 1991 TL2             | 5 жовтня 1991     | Паломарська обсерваторія        | Керолін Шумейкер                                       |
| 85195 фон Хельфтська (von Helfta)          | 1991 TW2             | 7 жовтня 1991     | Обсерваторія Карла Шварцшильда  | Ф. Бернґен, Лутц Шмадель                               |
| (85196) 1991 TG3                           | 1991 TG3             | 4 жовтня 1991     | Обсерваторія Карла Шварцшильда  | Ф. Бернґен, Лутц Шмадель                               |
| 85197 Ґінкґо (Ginkgo)                      | 1991 TG5             | 5 жовтня 1991     | Обсерваторія Карла Шварцшильда  | Ф. Бернґен, Лутц Шмадель                               |
| (85198) 1991 TC6                           | 1991 TC6             | 2 жовтня 1991     | Обсерваторія Карла Шварцшильда  | Ф. Бернґен, Лутц Шмадель                               |
| 85199 Габсбурґ (Habsburg)                  | 1991 TE7             | 3 жовтня 1991     | Обсерваторія Карла Шварцшильда  | Ф. Бернґен, Лутц Шмадель                               |
| 85200 Джонхолт (Johnhault)                 | 1991 TG15            | 6 жовтня 1991     | Паломарська обсерваторія        | Ендрю Лов                                              |